# Celama bifascialis
Celama bifascialis är en fjärilsart som beskrevs av Walker 1864. Celama bifascialis ingår i släktet Celama och familjen trågspinnare. Inga underarter finns listade i Catalogue of Life.